# Sybra trimeresura
Sybra trimeresura là một loài bọ cánh cứng trong họ Cerambycidae.